# Amtssprachen innerhalb Deutschlands
Wichtig in Deutschland ist die Unterscheidung zwischen grundsätzlicher Zuständigkeit der 16 einzelnen Länder, die Amtssprachen innerhalb Deutschlands aufgrund ihrer originären eigenstaatlichen Kulturhoheit zu bestimmen, und der nur auf Bundesaufgaben (in eigenen Angelegenheiten) beschränkten Regelungskompetenz des Bundes, die rein quantitativ überwiegt.
Die einzige normativ genannte Amtssprache in Deutschland auf gesamtstaatlicher Ebene ist Deutsch. Bundesbehörden in Deutschland kommunizieren in der Regel in der Amtssprache Deutsch.
Gleiches wie für die Amtssprachen gilt auch für die Gesetzes- und Gerichtssprachen: Bundesgesetze und -erlasse sind in der Regel in deutscher Sprache verfasst. Durch Unternormstellung (Ratifikation) des Rechts der Europäischen Union, weiteren internationalen Rechts und internationaler Verträge können auch in Deutschland fremdsprachige Gesetze und Abmachungen Gesetzeskraft erlangen (siehe dazu Abschnitt „Gesetzessprachen innerhalb Deutschlands“). Bundesgerichte kommunizieren ebenfalls in der Regel auf Deutsch.
Deutsch ist auch in allen 16 Ländern Deutschlands Amtssprache; einzelne Länder haben weitere Amtssprachen. Ebenso verhält es sich mit den Gesetzessprachen. Im Falle der Unternormstellung internationalen Rechts durch die (Bundes-)Länder gilt Gleiches wie auf Bundesebene.

## Definition
Im allgemeinen Sprachgebrauch wird der Begriff Amtssprache gleichermaßen für die Sprache der Behörden, für die Gesetzes- und Gerichtssprache über Parlaments- und Schulsprache bis hin zu einer Staatssprache ausgelegt. Der Duden definiert den Begriff als „offizielle Sprache eines Staates, Sprache der Gesetzgebung“, als „in internationalen Organisationen zugelassene und maßgebliche Sprache für Texte von Verträgen, Veröffentlichungen usw.“ sowie als „(oft abwertend) Sprache der Verwaltung, der Behörden; trockenes Amtsdeutsch“.
Rein rechtlich umfasst der Begriff Amtssprache hingegen ausschließlich die Sprache der Behörden (einschließlich anderer Einrichtungen zur Wahrnehmung öffentlicher Verwaltung), mit der sie untereinander, mit den Bürgern, mit juristischen Personen etc. kommunizieren. Nach § 23 Abs. 1 VwVfG und nach entsprechenden Normen in den meisten Landesverwaltungsgesetzen ist Deutsch in Deutschland Amtssprache. Weder das Verwaltungsverfahrensgesetz des Bundes noch die Landesverwaltungsgesetze generieren aber eine allgemein verbindliche Amtssprache, sondern lediglich eine im von diesen Gesetzen abgedeckten sachlichen Bereich. In sachlichen Bereichen, in denen das VwVfG nicht oder nicht hinreichend greift, bedarf es für die zuständigen Behörden oder Einrichtungen zur Festlegung der Amtssprache spezieller Regelungen in anderen Gesetzen (beispielsweise § 87 Abs. 1 AO für die Steuerverwaltung und § 19 Abs. 1 S. 1 SGB X für das sozialrechtliche Verwaltungsverfahren). Entsprechendes gilt bei den Landesgesetzen.
Zur Festlegung anderer Sprachen des Rechtsverkehrs – wie die Gerichtssprache(n) – existieren zum Teil gesonderte Normen; diese weiteren Rechtssprachen werden hier analog mitbetrachtet, obgleich sie rechtlich eigentlich von den Amtssprachen abzusetzen wären. Amts-, Gesetzes- und Gerichtssprachen müssen nicht zwingend identisch sein, wie das Beispiel Luxemburg verdeutlicht, wo Deutsch zwar Amts-, aber nicht Gesetzessprache ist. Dem Deutschen Bundestag wurde im April 2014 ein Gesetzesentwurf zur Beschlussfassung vorgelegt, der Englisch als optionale Verfahrenssprache bei internationalen Handelssachen vorsieht. Dieses Gesetz hätte keine Auswirkungen auf die Amtssprachen im engeren Sinne. Eine festgelegte Staatssprache gibt es weder in der Bundesrepublik Deutschland noch in einem der 16 Bundesländer.

## Amtssprachen im engeren Sinne

### Gesamtstaatliche Ebene
In Deutschland ist auf der Ebene des Verfassungsrechts keine Amtssprache (im engeren Sinne) festgelegt, der Bund hat aber einfachgesetzlich Deutsch als Amtssprache für verschiedene Rechtsgebiete normiert, in denen es um eigene Angelegenheiten des Bundes geht. Die Zuständigkeit dafür ergibt sich aus den ungeschriebenen Bundeskompetenzen kraft Natur der Sache, kraft Sachzusammenhang oder als Annexkompetenz – während die Regelungszuständigkeit für Sprachfestlegungen grundsätzlich bei den Ländern im Rahmen ihrer Kulturhoheit liegt (siehe den Abschnitt darunter).
Das im Januar 1877 in Kraft getretene Gerichtsverfassungsgesetz (GVG) legt Deutsch als Gerichtssprache fest (§ 184 GVG). Für Verwaltungsverfahren auf Bundesebene wurde dies ein knappes Jahrhundert später im § 23 Abs. 1 Verwaltungsverfahrensgesetz (VwVfG) normiert. Argumentiert wurde mit der Notwendigkeit klarzustellen, dass bei amtlichen Verlautbarungen die deutsche Sprache maßgeblich sei. Die Verpflichtung des nicht Deutsch Sprechenden, für Abhilfe zu sorgen, wurde im August 1974 durch das Bundesverwaltungsgericht bestätigt. Zwar wies man Befürchtungen zurück, die Sprachnormierung könne in der Verwaltungspraxis einen Unwillen zu bürgernaher Mehrsprachigkeit legitimieren. Mittlerweile wird die Norm jedoch regelmäßig in eben dieser Art missverstanden. So bei der Weigerung Berliner Behörden, mit ausländischen Firmengründern auf Englisch zu kommunizieren oder gleichartiger Praxis der Nürnberger Ausländerbehörde.
Für die Sachbereiche, in denen das VwVfG nicht oder nicht hinreichend greift, bedarf es für die zuständigen Behörden oder Einrichtungen zur Festlegung der Amtssprache spezieller Regelungen in anderen Gesetzen, etwa in § 87 Abs. 1 Abgabenordnung (AO). Damit ist Deutsch im Steuerverwaltungsverfahren mit Finanzbehörden als Amtssprache festgelegt; für die Finanzgerichte ist Deutsch als Gerichtssprache in § 52 FGO i. V. m. § 184 GVG festgelegt. Auch § 19 Abs. 1 Zehntes Buch Sozialgesetzbuch enthält für das Sozialverwaltungsverfahren diese Bestimmung, ist aber durch eine Ausnahmeregelung für nicht Deutsch sprechende Personen großzügiger. Nach einer Entscheidung des Bundesverfassungsgerichts (BVerfGE 40, 95) ist Ausländern unter Umständen die Wiedereinsetzung in den vorigen Stand zu gewähren, wenn keine sprachlich verständliche Rechtsbehelfsbelehrung erteilt wurde.
Von diesen Regelungen weicht § 35a Patentgesetz (Deutschland) ab: Bei Einreichung von Patentanmeldungen in einer Fremdsprache wird eine Frist zur Nachreichung einer deutschen Übersetzung eingeräumt, die 12 Monate bei englisch- und französischsprachigen Anmeldeunterlagen und 3 Monate bei anderen Sprachen beträgt. In der Fahrerlaubnis-Verordnung ist seit 2011 geregelt, dass die theoretische Führerscheinprüfung nicht nur auf Deutsch, sondern in elf Fremdsprachen (Englisch, Französisch, Griechisch, Italienisch, Polnisch, Portugiesisch, Rumänisch, Russisch, Kroatisch, Spanisch, Türkisch, Hocharabisch) abgelegt werden kann.
Die Europäische Charta der Regional- oder Minderheitensprachen schützt innerhalb Deutschlands räumlich begrenzt Regional- und Minderheitensprachen, die in der Hoheit der jeweiligen Bundesländer teilweise Amtssprachen sind. Deutsche Dialekte und Mundarten gelten nach allgemeiner Rechtsauffassung als Deutsch, nicht aber solche eigenständigen Sprachen wie Luxemburgisch oder Jiddisch, die dem Deutschen verwandt sind. Die Festlegung auf die deutsche Sprache schließt die Verwendung von Fachbegriffen fremder Sprachen nicht aus.
Die Deutsche Gebärdensprache ist als eigenständige Sprache, lautsprachbegleitende Gebärden sind als Kommunikationsform der deutschen Sprache ausdrücklich anerkannt (§ 6 BGG). Den Anspruch hör- oder sprachbehinderter Menschen, in Verwaltungsverfahren in Deutscher Gebärdensprache, mit lautsprachbegleitenden Gebärden oder über andere geeignete Kommunikationshilfen zu kommunizieren, regelt die Kommunikationshilfenverordnung.

### Ebene der Länder
Abgesehen von den reinen Bundesaufgaben, liegt in Deutschland gemäß den Artikeln 30 und 70 des Grundgesetzes (siehe auch Art. 23 Abs. 6 GG) die rechtliche Kompetenz, rechtsverbindliche Sprachen und damit auch Amtssprachen zu bestimmen, bei den einzelnen Bundesländern – als Teil der Kulturhoheit der Länder. Die Länder sind auf diesem Gebiet Träger originärer Staatlichkeit, nicht der Bund. Freilich haben nicht alle Länder überhaupt davon Gebrauch gemacht, und einzig Schleswig-Holstein wiederholt. Die Amtssprache der Behörden der Länder kann durch das jeweilige Landesverwaltungsverfahrensgesetz (z. B. § 23 LVwVfg Baden-Württemberg oder § 82 a und b LVwG in Schleswig-Holstein) geregelt sein; in den meisten Ländern ist die Norm der § 23 des jeweiligen Landesverwaltungsgesetzes. In Sachsen ist die Amtssprache durch Artikel I Nr. 2a der „VwV Dienstordnung“ bestimmt. Auf eine eigene Amtssprachenregelung verzichten die Länder Berlin, Rheinland-Pfalz und Sachsen-Anhalt.
Die Amtssprachenregelung der einzelnen Länder ist auch nicht immer auf „deutsch“ begrenzt. So sind in Schleswig-Holstein über § 82 b LVwG SH ausdrücklich auch Niederdeutsch, Friesisch und Dänisch als Amtssprachen neben dem Hochdeutschen zugelassen, eine ähnliche Regelung besteht für das Friesische zudem in § 1 des Friesisch-Gesetzes. Für das Dänische und das Friesische ist dabei die Möglichkeit zur Verwendung als optionale Amtssprache regional innerhalb Schleswig-Holsteins auf die traditionellen Siedlungsgebiete der beiden Minderheiten beschränkt; im Kreis Nordfriesland besitzen alle vier Sprachen Amtssprachenstatus. In Sachsen erhält die Sorbische Sprache im sorbischen Siedlungsgebiet Amtssprachenstatus über Art. I Nr. 2b der VwV Dienstordnung und noch eindeutiger durch § 9 des Sächsischen Sorbengesetzes (SächsSorbG). In Brandenburg ist nach § 8 des Gesetzes über die Ausgestaltung der Rechte der Sorben/Wenden im Land Brandenburg (Sorben/Wenden-Gesetz – SWG) Sorbisch im angestammten Siedlungsraum optionale Amtssprache.
Durch die Europäische Charta der Regional- oder Minderheitensprachen sind Behörden der betroffenen deutschen Länder verpflichtet, auch Korrespondenz in den Regionalsprachen Niedersächsisch (Plattdeutsch), Friesisch, Dänisch, Romanes bzw. Sorbisch zu erlauben.

## Niederdeutsch als Amtssprache
Die deutsche Sprache ist grundsätzlich Hochdeutsch (Standarddeutsch), sie umfasst auch Fremdwörter und Fachausdrücke sowie mathematische Formeln. Die grundsätzliche Frage, ob unter Deutsch rechtlich ausschließlich die hochdeutsche oder auch die niederdeutsche Sprache zu subsumieren sei, wird unter Juristen und in Gerichtsurteilen uneinheitlich beantwortet. Der Bundesgerichtshof (BGH) stellt in einer Entscheidung zur Gebrauchsmustereinreichung beim Deutschen Patent- und Markenamt (DPMA) in plattdeutscher Sprache das Plattdeutsche einer Fremdsprache gleich und erklärte: „Niederdeutsche (plattdeutsche) Anmeldeunterlagen sind im Sinn des § 4a Abs. 1 Satz 1 GebrMG nicht in deutscher Sprache abgefasst.“ Dagegen war nach dem Kommentar von Foerster/Friedersen/Rohde zu § 82 a des Landesverwaltungsgesetzes Schleswig-Holstein (Stand: 1997) unter Deutsch sowohl Hochdeutsch als auch Niederdeutsch zu verstehen. Die Schleswig-Holsteinische Landesregierung teilte diese Rechtsauffassung. Dabei wurde auch auf Entscheidungen höherer Gerichte zu der die Gerichtssprache betreffenden Parallelnorm § 184 GVG seit 1927 verwiesen, nach denen auch das Plattdeutsche als deutsche Sprache zu definieren ist.
In Schleswig-Holstein hat sich durch Einfügung der klarstellenden Norm § 82 b LVwG SH mit Gültigkeit seit dem 29. Juli 2016 die Rechtsansicht über den Status des Niederdeutschen als Amtssprache inzwischen von der (Mit-)Subsumtion als deutsche Sprache hin zu einer eigenständigen Sprache gewandelt. In einer Stellungnahme für den Schleswig-Holsteinischen Landtag bezeichnete Stefan Oeter die bisherige Ansicht als Behelfskonstruktion.
Dessen ungeachtet wird nach allgemeiner Ansicht weiterhin das Platt- bzw. Niederdeutsche als Gerichtssprache als Teil des Deutschen betrachtet wie auch als Amtssprache im Sozialverfahren gemäß § 19 SGB X.

## Gerichtssprachen innerhalb Deutschlands
Der Begriff der Gerichtssprache ist von dem der Amtssprache im engen juristischen Sinn abzugrenzen (siehe bereits oben, Abschnitt „Definition“). Der Begriff umfasst nicht nur die Sprache der Verhandlungen und Entscheidungen; es müssen vielmehr auch alle Anträge, Schriftsätze, Beweismittel etc. in der/n festgelegten Gerichtssprache/n vorgelegt sein.
Gerichtssprache ist gemäß § 184 Satz 1 des Gerichtsverfassungsgesetzes (GVG) Deutsch und optional (seit Inkrafttreten des Einigungsvertrages mit der ehemaligen DDR 1990) nach Satz 2 der Norm in Teilen Brandenburgs und Sachsens auch Sorbisch. Wie bei den Amtssprachen (dort der § 23 VwVfG) ist auch der § 184 GVG keine Norm, die eine allgemein verbindliche Gerichtssprache begründet. In sachlichen Bereichen, in denen das GVG nicht greift, bedarf es für die zuständigen Gerichte zur Festlegung der Gerichtssprache spezieller Regelungen in anderen Gesetzen, so im Markenrecht (§ 93 Markengesetz).
Mit dem damaligen § 186 GVG „Die Gerichtssprache ist die deutsche“ (heute: § 184 GVG) wurde im Januar 1877 bereits vorkonstitutionell klargestellt, dass Deutsch sich gegenüber der Gelehrtensprache Latein durchsetzen sollte. Diese Vorschrift erhebt Deutsch zur Gerichtssprache in allen Verfahrensstadien bei deutschen Gerichten. Von der Norm werden alle schriftlichen und mündlichen Äußerungen des Gerichts und der übrigen Verfahrensbeteiligten erfasst, von den verfahrenseinleitenden Schriftstücken bis zum Urteil. Demnach ist es den Prozessbeteiligten nicht gestattet, schriftliche Erklärungen in einer anderen Sprache abzugeben. Eine partielle Modifizierung dieser Regel ist inzwischen durch EU-Recht erfolgt (dazu weiter unten). Die Vorschrift des § 184 GVG ist zwingend, von Amts wegen zu beachten und entzieht sich daher jeder Verfügungsbefugnis der am Gerichtsverfahren Beteiligten. Auch wenn vor Gericht Personen auftreten, die des Deutschen nicht mächtig sind, bleibt der Grundsatz der deutschen Gerichtssprache unangetastet.
Gerichte, die nicht vom Regelungsrahmen des GVG erfasst sind, verzichten auf eine eigene Regelung zur Gerichtssprache und verweisen auf § 184 GVG (Beispiel: § 61 des Sozialgerichtsgesetzes (SGG)).
Als „deutsch“ wird Standarddeutsch ebenso wie Plattdeutsch und alle Mundarten definiert (siehe dazu Abschnitt „Zur Frage des Niederdeutschen“). Nicht entschieden sind die Hinzurechnungen des Jiddischen (historisch verwandt mit dem Hochdeutschen) und des Plautdietschen (eine Varietät des Niederdeutschen).
Die Vorgabe des § 184 GVG, als Gerichtssprache Deutsch zu verwenden, schließt die Benutzung von Fachbegriffen nicht aus.
Die Frage, ob auch andere Sprachen als das Deutsche, die nach einer Landesverfassung in Deutschland geschützt sind (wie das Dänische und das Friesische in Schleswig-Holstein), damit den Rang einer (partiellen) Gerichtssprache erlangen, ist ebenfalls offen. Nach überwiegender Meinung in der Rechtsliteratur werden sie dadurch nicht zu Gerichtssprachen, nach anderer Ansicht doch (Baumbach/Lauterbach/Albers/Hartmann, Zivilprozessordnung, § 184 GVG Rn. 2 zu Friesisch).
Sofern das Recht der Europäischen Union greift (Art. 84 der VO 1408/71; Art. 76 Abs. 7 VO-EG Nr. 883/2004 v. 29. April 2004), können Anträge und Schriftstücke auch in anderen Amtssprachen aller EU-Länder abgefasst sein (partielle Gerichtssprache). Englisch soll nach einem Gesetzesentwurf in Deutschland partielle Gerichtssprache im Bereich internationaler Handelsstreitigkeiten werden (siehe bereits oben, Abschnitt „Definition“).
Die einzelnen Länder in der Bundesrepublik könnten für die ihrer eigenen Gerichte, die nur Landesrecht zu beurteilen haben – die Landesverfassungs- und Verwaltungsgerichte – eigene Gerichtssprachen festsetzen.

## Gesetzessprachen innerhalb Deutschlands
Auch der Begriff Gesetzessprache ist rein juristisch vom Begriff Amtssprache zu trennen. Auf der Ebene der Bundesrepublik sind Bundesgesetze, -verordnungen, -erlasse usw. in der Regel in deutscher Sprache abgefasst. Eine explizite Norm zur Festsetzung der Gesetzessprache(n) existiert nicht; eine Anlehnung an § 184 GVG ergibt, dass bei Abfassung des Gerichtsverfassungsgesetzes von auch (in der Regel) in deutscher Sprache formulierten Gesetzen ausgegangen wurde, zumal das GVG selbst präjudizierenden Charakter besaß.
Ausnahmen von deutschsprachigen Gesetzestexten ergeben sich vereinzelt aus vorkonstitutionellen Rechtsquellen sowie in größerem Umfange aus der Übernahme des Rechts der Europäischen Union und internationalen Rechts.
Durch Unternormstellung (Ratifikation) des Rechts der Europäischen Union, weiteren internationalen Rechts und internationaler Verträge können auch in Deutschland fremdsprachige Gesetze und Abmachungen Gesetzeskraft erlangen. Die zu diesem Zweck erlassenen Ratifizierungsgesetze enthalten in der Anlage den Vereinbarungstext, der gleichfalls im Bundesgesetzblatt veröffentlicht wird und dann Rechtskraft erlangt.
Das (wohl) älteste innerhalb Deutschlands in einzelnen Normen weiterhin gültige Gesetz ist das Jütische Low aus dem Jahre 1241. Es gilt in den nördlichen Teilen Schleswig-Holsteins, die zum früheren Herzogtum Schleswig bzw. Sønderjylland gehört haben (heute entsprechend die Region Südschleswig), und existiert in dänischsprachigen und plattdeutschsprachigen Fassungen. Interessant dabei ist, dass diese Normen vor allem über die Artikel 55 ff. EGBGB im Jahr 1900 Bestand behielten. Aus vorkonstitutioneller Zeit könnten aber auch unter anderem einzelne Normen aus der Besatzungszeit 1945 bis 1949 rechtsgültig sein. Im Regelfall wurde dieses Recht damals zweisprachig – wie Englisch/Deutsch – veröffentlicht, selten auch nur in der Sprache der betreffenden Besatzermacht.
Auf der Ebene der Länder wurden auch zweisprachige Gesetze wie das Friesisch-Gesetz in Schleswig-Holstein oder das Sächsische Sorbengesetz verabschiedet. Im Falle der Unternormstellung internationalen Rechts gilt gleiches wie auf Bundesebene.

## Parlamentssprachen innerhalb Deutschlands
Auch „Parlamentssprachen“ sind eigentlich keine „Amtssprachen“. Auf Bundesebene mit den Parlamenten Deutscher Bundestag, Bundesrat und dem Wahlgremium zur Wahl des Bundespräsidenten, die Bundesversammlung, ist die Parlamentssprache (auch: Beratungs- oder Verhandlungssprache) Deutsch. Der Einschluss des Niederdeutschen (sowie weiterer möglicher Sprachen, wie Jiddisch) bleibt unerörtert; eine der Beratungen des deutschen Bundestages fand am 14. Januar 1998 überwiegend in niederdeutscher Sprache statt, zudem hatte bereits zuvor der oberbayerische  Abgeordnete Matthias Kreuzeder seine Redebeiträge unbeanstandet ausschließlich im heimatlichen Dialekt abgegeben. In der Folgezeit gab es weitere Diskussionen oder Diskussionseinzelbeiträge in Niederdeutsch. Darüber hinaus hielt die Abgeordnete Maria Michalk (CDU) mehrfach Reden in ihrer obersorbischen Muttersprache. Am 2. März 2023 fand im Bundestag eine mehrsprachige Aussprache (Hochdeutsch, Niederdeutsch, Friesisch, Dänisch, Sorbisch) zum 25. Jubiläum des Inkrafttretens der Europäischen Charta der Regional- oder Minderheitensprachen statt.
Ausdrücklich als Parlamentssprache zugelassen ist neben Hochdeutsch auch Niederdeutsch in einzelnen Landesparlamenten wie in Hamburg und Schleswig-Holstein.

## Schulsprachen innerhalb Deutschlands
Die Festlegung der Unterrichtssprachen obliegt den einzelnen Ländern (Schulgesetze). Neben deutschsprachigen Schulen existieren in Deutschland auch Schulen, in denen der Unterricht in anderen Sprachen abgehalten wird – beispielsweise die dänischen Schulen samt einer dänisch-friesischen Schule in Schleswig-Holstein, die sorbischen Schulen in Brandenburg und Sachsen oder Schulen wie die Berlin British School. In einigen Fachgebieten an den Hochschulen ist es üblich, nicht in deutscher Sprache oder nur teilweise auf Deutsch zu lehren.

## Kommunale Ebene
Sofern landesrechtliche Regelungen dem nicht entgegenstehen, können auch die Kommunen (Gemeinden, Gemeindeverbände, Landkreise etc.) zusätzlichen Sprachen Rechtsgeltung verschaffen, etwa als Amtssprache der Behörden der Kommunen und/oder ihrer sonstigen Einrichtungen, als Satzungssprache oder als Kommunalparlamentssprache. Beispielsweise wird in einzelnen Ortsparlamenten in Deutschland auch in Niederdeutsch, Friesisch bzw. Sorbisch beraten.

## Amtssprache der EU-Länder
Deutsch ist eine der 24 als Amts- und Arbeitssprachen der Europäischen Union anerkannten Sprachen. Von den Amtssprachen werden im internen Verkehr der EU-Organe vor allem Englisch, Französisch und Deutsch als Arbeitssprachen verwendet, um die Verständigung zwischen den Mitarbeitern der europäischen Institutionen zu erleichtern.
Die Einführung von Englisch als Verwaltungs- und anschließend als Amtssprache in den Mitgliedsstaaten der Europäischen Union wurde diskutiert. Einer repräsentativen YouGov-Umfrage von 2013 zufolge hätten es zu diesem Zeitpunkt 59 Prozent der Deutschen begrüßt, wenn die englische Sprache in der gesamten Europäischen Union den Status einer Amtssprache erlangt hätte (zusätzlich zu den bisherigen Sprachen); in anderen Ländern Europas lagen die Zustimmungsraten teilweise über 60 Prozent.
Durch den Austritt des Vereinigten Königreiches aus der EU (Brexit) bekam die Diskussion über eine einheitliche Amtssprache neuen Auftrieb, verlagerte sich aber auch weg vom Englischen hin zu anderen Sprachen, die häufig in der EU gesprochen werden, auch wenn Englisch in Irland und Malta zweite Amtssprache ist. Durch den Verlust des Vereinigten Königreichs als EU-Nettozahler kam die nicht unwesentliche Verwaltungskostenstelle der Übersetzungen zwischen 24 Amtssprachen bei allen Dokumenten wieder verstärkt in die Diskussion.